# 2015 en tennis
| Années du tennis : 2012 - 2013 - 2014 - 2015 - 2016 - 2017 - 2018    |
| Décennies du tennis : 1980 - 1990 - 2000 - 2010 - 2020 - 2030 - 2040 |

Cet article résume les faits marquants de l'année 2015 dans le monde du tennis.

## Faits marquants

### Janvier
- 8 janvier : Défaite de Novak Djokovic en quart de finale du tournoi de Doha (ATP 250) face à Ivo Karlović. Ce sera la seule fois de la saison où le Serbe n'atteindra pas la finale d'un tournoi, soit 15 finales consécutives.
- 10 janvier : La Pologne, menée par Agnieszka Radwańska et Jerzy Janowicz, remporte la Hopman Cup face aux États-Unis.

- 11 janvier : 1000e victoire en simple de Roger Federer à l'occasion de la finale de l'Open de Brisbane.
- 31 janvier : Serena Williams remporte le premier tournoi du grand chelem de l'année, l'Open d'Australie, contre Maria Sharapova. C'est le sixième titre à Melbourne pour l'Américaine, un record dans l'ère Open.

### Février
- 1er février : Victoire de Novak Djokovic à l'Open d'Australie 2015. Avec cinq titres, le Serbe détient désormais le record dans l'ère Open.
- 8 février : Le français Richard Gasquet remporte le Tournoi de tennis de Montpellier face au Polonais Jerzy Janowicz qui abandonne sur blessure au cours du premier set.
- 21 février : Simona Halep remporte le premier tournoi Premier 5 de la saison, à Dubaï.
- 22 février : Victoire du français Gilles Simon à l'Open 13 face à son compatriote Gaël Monfils.

### Mars
- 8 mars : L'équipe de Suisse, tenante du titre, est éliminée au premier tour de la Coupe Davis 2015, en l'absence de ses deux meilleurs joueurs Roger Federer et Stanislas Wawrinka.
- 8 mars : L'Argentin Leonardo Mayer et le Brésilien João Souza disputent le match en simple le plus long de l'histoire de la Coupe Davis, et le second plus long toutes compétitions confondues. Mayer bat en effet Souza au bout de 6 h 42 min de jeu (7-64, 7-65, 5-7, 5-7, 15-13)[1], loin derrière les 11 h 5 min du match entre Isner et Mahut à Wimbledon en 2010.
- 22 mars : Le premier Masters 1000 de la saison, Indian Wells, est remporté par Novak Djokovic, qui bat Roger Federer en finale. Chez les dames, c'est Simona Halep qui remporte le trophée.

### Avril
- 5 avril : Victoire de Novak Djokovic face à Andy Murray en finale du Masters 1000 de Miami. C'est le troisième doublé Indian Wells / Miami pour le Serbe (record de l'ère Open), le deuxième consécutif. Serena Williams remporte le tournoi en simple dames.

- 19 avril : Novak Djokovic devient le premier joueur de l'histoire à remporter successivement les trois premiers Masters 1000 de la saison, en battant Tomáš Berdych en finale du tournoi de Monte-Carlo.

### Mai
- 10 mai : Andy Murray bat Rafael Nadal en finale du Masters 1000 de Madrid. Petra Kvitová est sacrée en simple dames.
- 17 mai : Novak Djokovic bat Roger Federer en finale du Masters 1000 de Rome. À noter que c'est la première fois depuis 10 ans que Rafael Nadal ne remporte aucun Masters 1000 sur terre battue. Chez les dames, la Russe Maria Sharapova remporte le tournoi.
- 23 mai : l'Open de Nice Côte d'Azur est remporté par l'Autrichien Dominic Thiem qui se défait en finale de l'Argentin Leonardo Mayer.

### Juin
- 6 juin : Serena Williams remporte le tournoi simple dames de Roland-Garros, en battant Lucie Šafářová en finale. Cette dernière, 13e joueuse mondiale avant le tournoi, avait éliminé la tenante du titre, Maria Sharapova, en huitième de finale.

- 7 juin : Stanislas Wawrinka remporte le tournoi de Roland-Garros, en battant en 4 sets Novak Djokovic en finale. C'est le second tournoi du grand chelem remporté par le Suisse, et la troisième défaite en finale pour le Serbe. Ce dernier était pourtant le grand favori du tournoi, après avoir battu le tenant du titre Rafael Nadal en quart de finale.
- 18 juin : Le record du nombre d'aces dans un match en deux sets gagnants est battu, avec 65 aces lors du match entre Feliciano López et John Isner, en huitième de finale du tournoi du Queen's.
- 19 juin : Ivo Karlović bat le record d'aces dans un match en deux sets gagnants (45), contre Tomáš Berdych, en quart de finale du tournoi de Halle. Il détenait déjà le précédent record.

### Juillet
- 11 juillet : Serena Williams réalise le grand chelem sur deux ans (performance qu'elle avait déjà réalisé en 2002/2003), en battant Garbiñe Muguruza en finale du tournoi simple dames de Wimbledon. Il s'agit de la première finale en grand chelem pour l'Espagnole. Petra Kvitová, tenante du titre, est éliminée dès la première semaine.

- 12 juillet : Novak Djokovic bat Roger Federer en finale du tournoi de Wimbledon. Avec trois victoires dans ce tournoi, le Serbe rejoint notamment au palmarès Boris Becker, son entraineur. Le Suisse devient le premier joueur de l'ère Open à disputer 10 fois la finale d'un même tournoi du grand chelem.

### Août
- 16 août : Andy Murray remporte son second Masters 1000 de l'année en battant Novak Djokovic en finale à Montréal. En simple dames, Belinda Bencic remporte le premier tournoi Premier 5 de sa carrière.
- 23 août : Roger Federer bat Novak Djokovic en finale du tournoi de Cincinnati. C'est le dernier créneau Masters 1000 qui manque toujours au palmarès du Serbe. Serena Williams remporte le tournoi en simple dames.

### Septembre
- 11 septembre : Très grosse surprise dans le tableau simple dames de l'US Open, avec l'élimination en demi-finale de Serena Williams. Roberta Vinci remporte le match en trois sets et se qualifie, à 32 ans et sans être tête de série, pour sa première finale de grand chelem. L'Américaine manque l'occasion de réaliser le grand chelem calendaire, après ses victoires à Melbourne, Paris et Londres.
- 13 septembre : Finale Italienne en simple dames à l'US Open : Flavia Pennetta bat sa compatriote Roberta Vinci en 2 sets, s’adjugeant ainsi son premier tournoi du grand chelem. Elle annonce dans la foulée sa retraite à la fin de la saison.
- 13 septembre : Novak Djokovic bat Roger Federer en finale de l'US Open. C'est la deuxième fois que le Serbe remporte ce tournoi, et également la deuxième fois qu'il réalise le petit chelem. Il réalise par ailleurs un record de points et d'écart avec le second au classement ATP[2].
- 27 septembre : Le français Jo-Wilfried Tsonga se défait en finale (7-6, 1-6, 6-2) d'un autre français Gilles Simon pour remporter le Moselle Open 2015.

### Octobre
- 3 octobre : Venus Williams remporte le tournoi Premier 5 de Wuhan en battant Garbiñe Muguruza en finale.
- 11 octobre : Garbiñe Muguruza remporte son premier tournoi Premier en battant Timea Bacsinszky à Pékin.

- 18 octobre : Novak Djokovic remporte son cinquième Masters 1000 de la saison à Shanghai, en battant le français Jo-Wilfried Tsonga en finale. Il égale ainsi son propre record datant de 2011, et celui de Rafael Nadal en 2013.

### Novembre
- 1er novembre : Agnieszka Radwańska remporte le Masters féminin en battant en finale la Tchèque Petra Kvitová. À noter l'absence du tournoi de la numéro un mondiale, Serena Williams, qui a préféré écourter sa fin de saison[3].
- 8 novembre : Venus Williams remporte le tournoi WTA Elite Trophy, en battant en finale la Tchèque Karolína Plíšková.

- 8 novembre : Victoire de Novak Djokovic à l'open de Paris-Bercy face à Andy Murray. C'est un record absolu de Masters 1000 en une saison (6).
- 15 novembre : La République Tchèque remporte la Fed Cup en battant en finale la Russie par 3 points à 2. C'est la 4e victoire en 5 ans dans cette compétition pour les Tchèques.
- 17 novembre : En phase de poule du Masters, Roger Federer met fin à la série de 38 victoires consécutives de Novak Djokovic en indoor, deuxième meilleure série de l'ère Open.
- 22 novembre : Novak Djokovic bat Roger Federer en finale du Masters. C'est le quatrième Masters consécutif pour le Serbe (record). Il s'agit par ailleurs de sa cinquième victoire dans ce tournoi, il égale Ivan Lendl et Pete Sampras, et revient à une unité du Suisse. C'est la huitième confrontations entre les deux hommes dans l'année, record égalé.
- 29 novembre : Victoire de la Grande-Bretagne en finale de la coupe Davis face à la Belgique. Leur dernière victoire dans la compétition remontait à près de 80 ans (1936). À noter la performance d'Andy Murray : il a remporté tous ses matchs en simple (8) et tous ses matchs en double (3) avec son frère Jamie.

### Décembre
Du 2 au 20 décembre : Deuxième édition l'International Premier Tennis League

## Décès
- 12 avril : Patrice Dominguez, journaliste sportif, commentateur et ancien tennisman français, décède à l'âge de 65 ans des suites d'une longue maladie.
- 13 avril : Thelma Coyne Long, ancienne joueuse de tennis australienne, décède à l'âge de 96 ans. Elle a notamment remporté 18 titres à l'Open d'Australie, dont 2 en simple. Elle est membre du International Tennis Hall of Fame.
- 29 mai : Doris Hart, ancienne joueuse de tennis américaine, décède à l'âge de 89 ans. Elle a remporté 35 titres en grand chelem dans toutes les catégories (simple, double et double mixte). Elle est membre du International Tennis Hall of Fame.
- 17 juillet : Donald Fontana, ancien tennisman canadien, décède à l'âge de 84 ans.
- 22 août : Jimmy Evert, ancien tennisman américain, décède à l'âge de 92 ans. Il est le père de la championne Chris Evert.
- 14 octobre : Florenta Mihai, ancienne joueuse de tennis roumaine, décède à l'âge de 60 ans. Elle a notamment été finaliste du simple dames de Roland-Garros en 1977.
- 2 novembre : Mike Davies, ancien tennisman britannique, décède à l'âge de 79 ans. Il est membre du International Tennis Hall of Fame.
- 27 novembre : Philippe Washer, ancien tennisman belge, décède à l'âge de 91 ans.